# Monika Düker

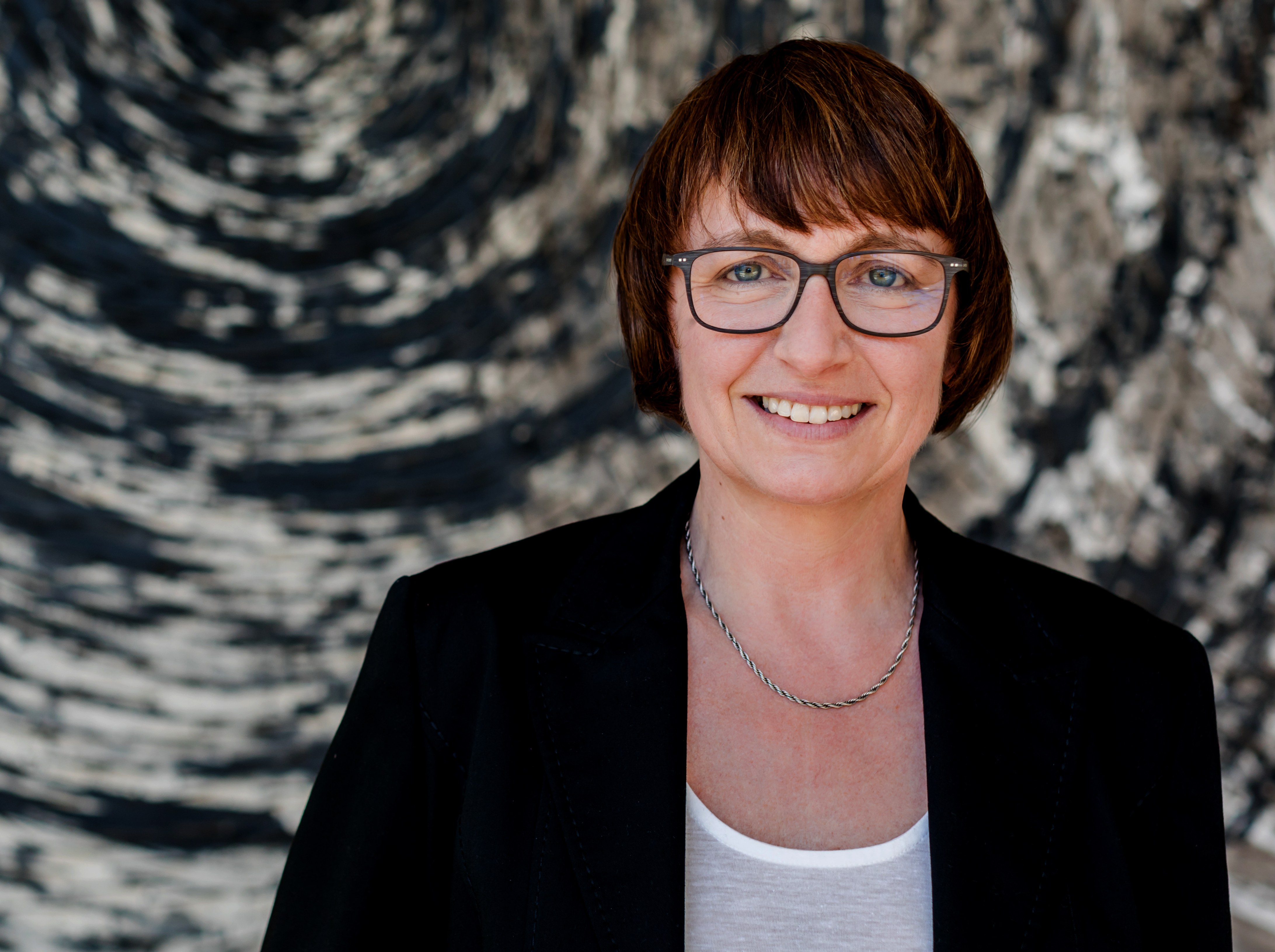
Monika Düker (2018)

Monika Düker (* 23. April 1963 in Höxter) ist eine deutsche Politikerin von Bündnis 90/Die Grünen. Von Juni 2000 bis Juni 2022 war sie Mitglied des Landtags von Nordrhein-Westfalen und war von Mai 2017 bis Oktober 2020 zusammen mit Arndt Klocke Fraktionsvorsitzende der Grünen im Landtag. 
Von 2010 bis 2014 bildete sie als Landesvorsitzende zusammen mit Sven Lehmann die Doppelspitze der Grünen in Nordrhein-Westfalen.

## Leben
Nach ihrem Abitur 1982 begann sie ein Studium der Rechtswissenschaften an der Universität Göttingen, aber schon ab 1983 (bis 1987) studierte sie Sozialpädagogik an der Fachhochschule Düsseldorf. Monika Düker ist ledig und von Beruf Diplom-Sozialpädagogin (FH).

## Politische Tätigkeit

### Partei

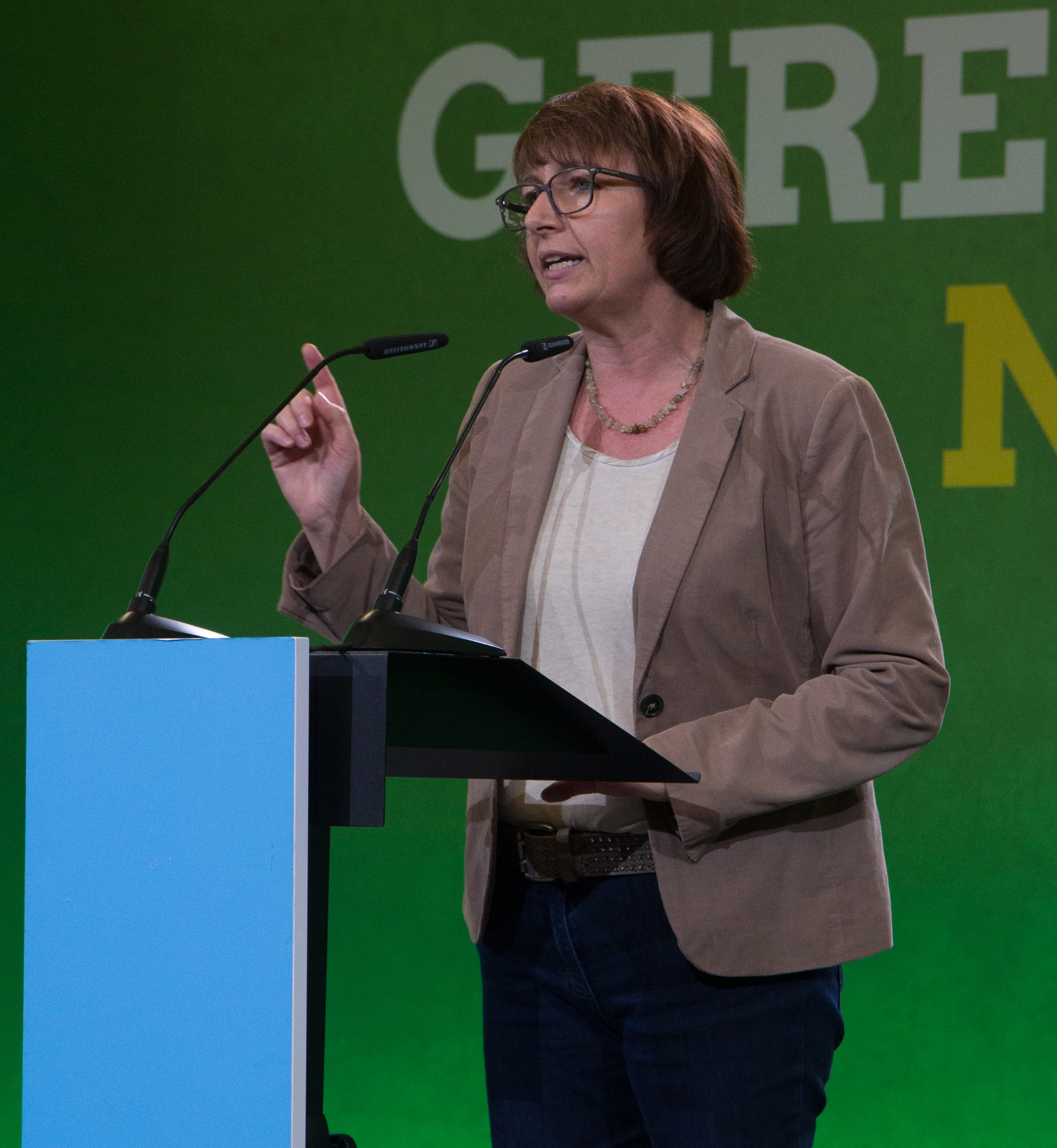
Monika Düker, Länderrat der GRÜNEN am 17. September 2017 in Berlin

Seit 1989 ist sie Mitglied der Grünen. Von 1989 bis 1999 war sie Mitglied im Stadtrat von Düsseldorf. In dieser Zeit widmete sie sich vor allem der Jugend- und Sozialpolitik.
Auf dem Landesparteitag im Juni 2010 wurde Düker mit 61,4 Prozent – neben Sven Lehmann – zur Landesvorsitzenden von Bündnis 90/Die Grünen in Nordrhein-Westfalen gewählt. Düker und Lehmann folgten auf Daniela Schneckenburger und Arndt Klocke. Auf dem Landesparteitag 2014 in Siegburg kandidierte sie nicht mehr, ihre Nachfolgerin wurde Mona Neubaur.

### Abgeordnete
Als wissenschaftliche Mitarbeiterin war Düker bereits von 1996 bis 1999 in der Landtagsfraktion von Bündnis 90/Die Grünen und vom 1. Juli 1999 bis zum 31. Mai 2000 als Regierungsangestellte im Ministerium für Städtebau und Wohnen, Kultur und Sport tätig.
Nach der Landtagswahl 2000 zog sie über Listenplatz 9 der Landesreserveliste ihrer Partei in den Landtag ein. Im Innenausschuss des Landtags war sie in der 14. Wahlperiode Sprecherin und ordentliches Mitglied. Diese Funktion nahm sie auch im Ausschuss für Generationen, Familie und Integration, im Kontrollgremium gemäß § 23 des Verfassungsschutzgesetzes NRW und in der ‚Parlamentarischen Arbeitsgruppe Islam-Dialog‘ wahr.
Nach der Landtagswahl 2010 zog Düker über den Reservelistenplatz 7 ihrer Partei zum dritten Mal in den Landtag ein. In dieser 15. Wahlperiode war sie Vorsitzende des Innenausschusses sowie Mitglied des Rechtsausschusses und des Ausschusses für Frauen, Gleichstellung und Emanzipation.
Nach der vorgezogenen Landtagswahl vom 13. Mai 2012 zog sie erneut in den Landtag ein.
Düker war 16 Jahre lang flüchtlingspolitische Sprecherin der Landtagsfraktion von Bündnis 90/Die Grünen. Im Dezember 2016 trat sie von diesem Posten zurück, um gegen die Abschiebung von Afghanen, deren Asylanträge abgelehnt worden waren, zu protestieren.
Auch bei der Landtagswahl 2017 zog sie erneut in den Landtag ein.
Bei der Landtagswahl 2022 trat sie nicht mehr an.